# Пеньков, Василий Данилович
Князь Василий (Васьян, или Вассиан) Данилович Пеньков (умер в 1552) — князь Ярославский, боярин и воевода, во времена правления Василия III Ивановича и Ивана IV Васильевича Грозного.
Из княжеского рода Пеньковы. Второй сын князя Даниила Александровича Пенько. Имел братьев, бояр князей: Александра и Ивана Даниловичей.

## Биография

### Служба Василию III Ивановичу
В 1516—1517 годах стоял «по крымским вестем» на Вашане 1-м воеводою полка правой руки. В 1518 году пожалован в бояре и в этом чине «служил на берегу» и в других местах. В 1521 году во время нашествия хана Мухаммед-Гирея, стоял первым воеводою в Кашире. В 1524 году послан в Казань для утверждения на казанском престоле Сафа-Гирея и для приведения казанцев к присяге в верности. В 1531 году ездил в Казань же с царём Еналеем, у которого был советником.

### Служба Ивану Грозному
В 1539 году, по перемене больших воевод, первый воевода Передового полка во Владимире. В 1540 году воевода в Казанском походе. В марте 1544 года первый воевода войск седьмой левой руки в Казанском походе нагорной стороною. В сентябре 1551 года первый воевода двадцатого Передового полка в походе к Полоцку.
Князь Василий Данилович скончался в 1552 году.

## Семья
От брака с неизвестной имел детей:
- Князь Пеньков Иван Васильевич (ум. 1553) — боярин в правление Елены Глинской; бездетен[1].